# Michla
Michla (ukr. Михля) – wieś w rejonie zasławskim obwodu chmielnickiego Ukrainy. Miejscowość liczy 959 osób.
Prywatna wieś szlachecka, położona w województwie wołyńskim, w 1739 roku należała wraz z folwarkiem do klucza Zasław Lubomirskich. Wieś należała do Zasławskich i Sanguszków. W XIX wieku była w niej cerkiew, papiernia, gorzelnia, browar. 
We wsi urodził się poeta Heraś Sokołenko.